# Kaktus des Jahres
Der Kaktus des Jahres wird seit dem Jahr 2008 von der Deutschen Kakteen-Gesellschaft, der Gesellschaft Österreichischer Kakteenfreunde und der Schweizerischen Kakteen-Gesellschaft ernannt. Gekürt werden Arten und Gattungen, die besonders populär, pflegeleicht und repräsentativ für die Sammelleidenschaft von Kakteen sind.

## Bisherige Kakteen des Jahres
| Jahr | deutscher Name        | wissenschaftlicher Name             | Abbildung                                |
| ---- | --------------------- | ----------------------------------- | ---------------------------------------- |
| 2008 | Goldkugelkaktus       | Echinocactus grusonii               | 2008 Goldkugelkaktus                     |
| 2009 | Königin der Nacht     | Selenicereus grandiflorus           | 2009 Königin der Nacht                   |
| 2010 | Bauernkaktus          | Echinopsis eyriesii                 | 2010 Bauernkaktus                        |
| 2011 | Blattkaktus           | Epicactus                           | 2011 Blattkaktus                         |
| 2012 | Seeigelkaktus         | Astrophytum asterias                | 2012 Seeigelkaktus                       |
| 2013 | Silberkerzenkaktus    | Cleistocactus strausii              | 2013 Silberkerzenkaktus                  |
| 2014 | Weihnachtskaktus      | Schlumbergera truncata              | 2014 Schlumbergera truncata              |
| 2015 | Muttertagskaktus      | Mammillaria zeilmanniana            | 2015 Mammillaria zeilmanniana            |
| 2016 |                       | Discocactus horstii                 | 2016 Discocactus horstii                 |
| 2017 |                       | Carnegiea gigantea                  | 2017 Carnegiea gigantea                  |
| 2018 | Erdnusskatus          | Echinopsis chamaecereus             | 2018 Echinopsis chamaecereus             |
| 2019 | Feigenkaktus          | Opuntia ficus-indica                | 2019 Opuntia ficus-indica                |
| 2020 | Zaunkaktus            | Pachycereus marginatus              | 2020 Pachycereus marginatus              |
| 2021 |                       | Hylocereus undatus                  | 2021 Hylocereus undatus                  |
| 2022 | Teddybärkaktus        | Cylindropuntia bigelovii            | 2022 Cylindropuntia bigelovii            |
| 2023 | Erdbeerkaktus         | Gymnocalycium friedrichii ‘Hibotan’ | 2023 Gymnocalycium friedrichii ‘Hibotan’ |
| 2024 | Peitschenkaktus       | Aporocactus flagelliformis          | 2024 Aporocactus flagelliformis          |
| 2025 | Der Kriechende Teufel | Stenocereus eruca                   | 2025 Stenocereus eruca                   |

## Anmerkung
1. ↑  als rot blühende Wildart und Grundlage der verschiedenfarbig blühenden, als Weihnachtskakteen erhältlichen Hybridsorten